# Kanoa Igarashi
Kanoa Igarashi –en japonés, 五十嵐カノア, Igarashi Kanoa– (Huntington Beach, Estados Unidos, 1 de octubre de 1997) es un deportista japonés que compite en surf. Participó en los Juegos Olímpicos de Tokio 2020, obteniendo una medalla de plata en la prueba masculina.

## Palmarés internacional
| Juegos Olímpicos        | Juegos Olímpicos | Juegos Olímpicos  | Juegos Olímpicos |
| Año                     | Lugar            | Medalla           | Prueba           |
| ----------------------- | ---------------- | ----------------- | ---------------- |
| 2020                    | Tokio            | Medalla de plata  | Individual       |
| ISA World Surfing Games |                  |                   |                  |
| Año                     | Lugar            | Medalla           | Prueba           |
| 2018                    | Tahara           | Medalla de plata  | Individual       |
| 2019                    | Miyazaki         | Medalla de bronce | Individual       |
| 2021                    | Surf City        | Medalla de plata  | Individual       |
| 2021                    | Surf City        | Medalla de plata  | Equipo           |
| 2022                    | Huntington Beach | Medalla de oro    | Individual       |